# Мароко (филм)
Мароко (енгл. Morocco) је романтична драма из 1930. о легионару који се заљубљује у певачицу. Марлен Дитрих је у улози певачице која је дошла у Мароко како би заборавила ружна љубавна искуства и повратила веру у мушкарце. За улогу у овом филму Дитрихова је номинована је за Оскара за најбољу главну глумицу. Уз то, филм је номинован за још три Оскара.

## Улоге
| Глумац            | Улога       |
| ----------------- | ----------- |
| Марлен Дитрих     | Ејми Џоли   |
| Гари Купер        | Том Браун   |
| Адолф Менжу       | Безјер      |
| Ив Садерн         | мадам Цезар |
| Франсис Макдоналд | поручник    |